# Seznam vojaških kratic na H
To je seznam vojaških kratic, ki se prično s črko H.

## Seznam
- HAHO (angleško High Altitude, High Opening) označuje Velika višina, visoko odpiranje.
- HALO (angleško High Altitude, Low Opening) označuje Velika višina, nizko odpiranje.
- HAWK (angleško Homing all the way Killer) je kratica, ki označuje Morilec vse do doma.
- HC
- HEB je slovenska vojaška kratica, ki označuje Helikopterski bataljon.
- HH
- HIAG
- HM
- HMLA
- HMS (angleško His Majesty Ship oz. Her Majesty Ship) je kratica, ki označuje Ladja njegovega veličanstva oz. Ladja njenega veličanstva.
- HOS je slovenska vojaška kratica, ki označuje Hrvaške oborožene sile.
- HPL je slovenska vojaška kratica, ki označuje Hitra patruljna ladja.
- HQ (angleško Headquarters) označuje Poveljstvo.
- HRJČ
- HRU (angleško Hostage Rescue Unit) označuje Enota za reševanje talcev.
- HSL
- HUMINT (angleško Human Intelligence) označuje Človeška obveščevalna dejavnost.
- HVK
- HWS
- H.Gr.